# 和製PCCカー

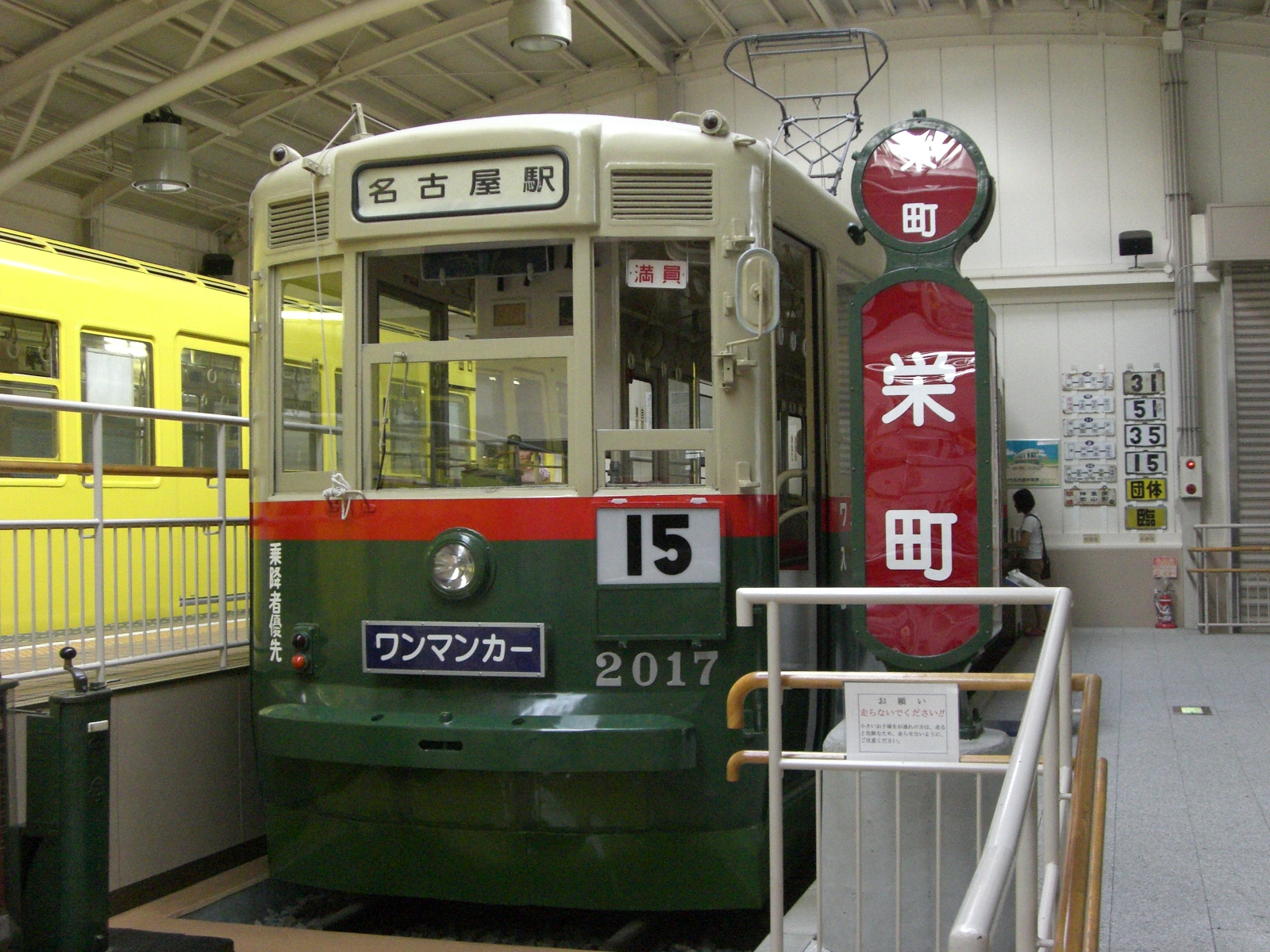
名古屋市交通局2000形

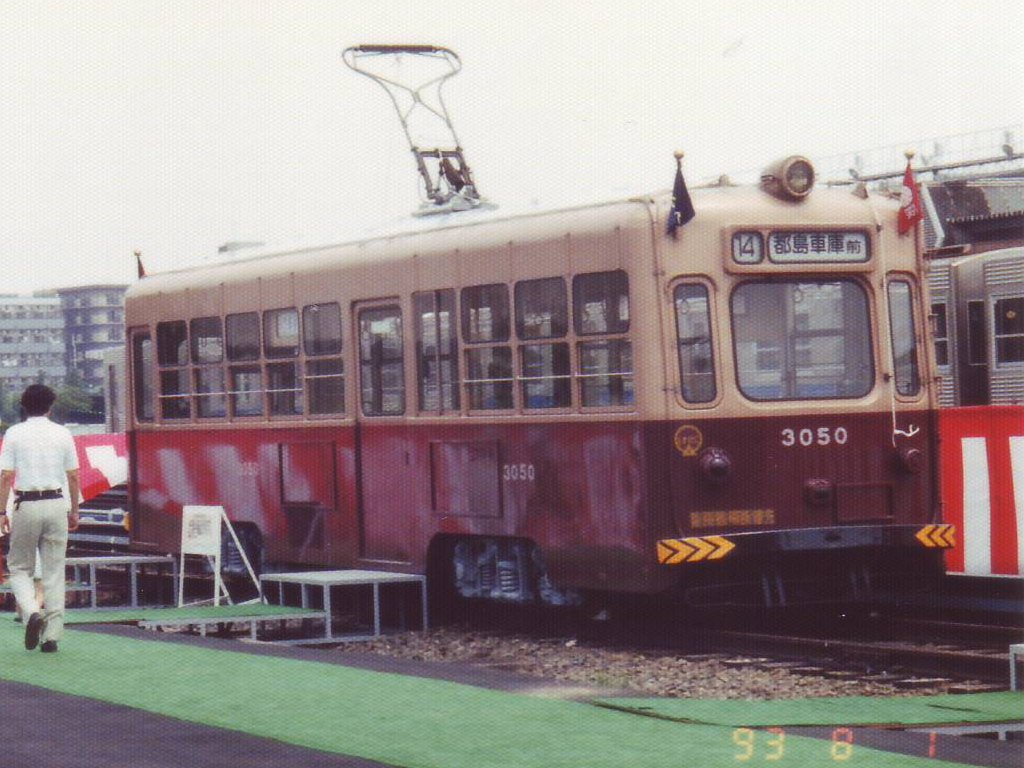
大阪市交通局3001形

和製PCCカー（わせいPCCカー）は、日本の路面電車向け電車のうち、カルダン駆動方式や間接制御、ドラムブレーキなどの技術を用い1950年代に製造された車両の総称。アメリカで開発された高性能路面電車であるPCCカーに触発される形で開発されたという経緯が名称の由来で、騒音や振動が大幅に抑制された事から無音電車（むおんでんしゃ）とも呼ばれた。
この項目では、ライセンス契約の元でPCCカーの技術を正式に導入した上で製造された日本唯一の路面電車車両である都電5500形（5501）についても触れる。

## 導入までの経緯

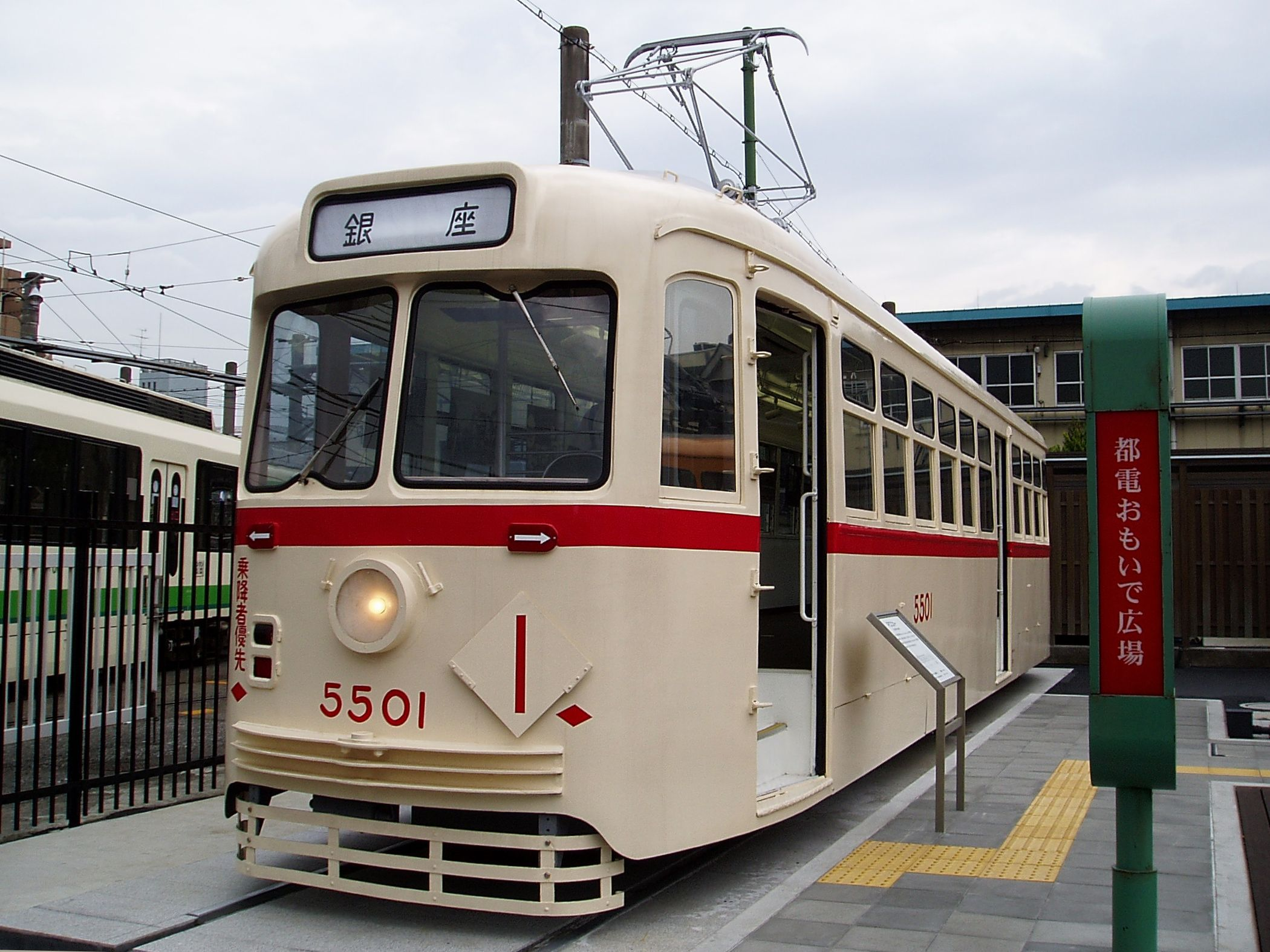
東京都交通局5500形（5501）

第二次世界大戦終戦後、混乱期を乗り越えた日本の路面電車では、旧来の路面電車に代わる新技術を導入した車両の模索が行われ始めた。その中で大きく注目されたのが、アメリカで開発された高性能路面電車であるPCCカーであった。
防振ゴムを用い騒音を抑制した弾性車輪、同じく振動や騒音を抑制する効果を持つ直角カルダン駆動方式、スムーズな加速や減速を実現させた多段制御、足踏みペダルを採用した運転台からの速度制御、電気ブレーキやドラムブレーキなどの制動装置など様々な新技術を取り入れたPCCカーは、主要な導入先となったアメリカ合衆国やカナダ、メキシコのみならず世界中で脚光を浴び、戦後は各国でPCCカーの技術を用いた車両が次々に生産されるようになった。日本も例外ではなく、都電を運営していた東京都交通局はPCCカーの特許を有していたTRC（Transit Research Corporation）とライセンス契約を結び、1954年に本格的なPCCカーである5500形（5501）を導入した。
だが、運転方式や制御装置、制動装置など旧来の電車との差異が非常に多く運転や保守の面で不評を買った事に加え、当時の技術では多くの部品が国内で生産できず輸入に頼る必要があった事、ライセンス料が高額だった事など様々な負の要因が重なり、更に5501の製造自体もその過程で生じた問題から1年程遅れた。その結果、日本において正式なライセンスの基でPCCカーの技術を取り入れた「純正PCCカー」はこの1両のみとなった。
一方で、騒音や振動が少なく高性能なPCCカーに搭載された新技術は都電以外の路面電車事業者の関心も集め、1950年代以降直角カルダン駆動装置や弾性台車、発電ブレーキなどを搭載した路面電車車両が日本各地に登場した。特に6大都市（東京都、横浜市、名古屋市、京都市、大阪市、神戸市）で路面電車を運営していた公営事業者は「無音電車規格統一研究会」を立ち上げ、そこで定められた統一仕様に基づく車両が多数導入された。これらはTRCからのライセンス契約の元で製造した純正なPCCカーではなかったが、設計において多大な影響を受けた事から、「無音電車」と言う愛称に加えて「和製PCCカー」もしくは単に「PCCカー」とも呼ばれた。

## 概要
以下、都電5500形電車（5501）を始めTRCとのライセンス契約の下で生産された「純正PCCカー」と、日本で独自に開発・設計された「和製PCCカー」「無音電車」の相違点を中心に解説する。

### 車体
北アメリカで製造された純正PCCカーの多くは、終端にループ線が設置されている路線条件から運転台が片側のみに設置された片運転台車両であったが、第二次世界大戦後の時点で日本の路面電車のほとんどは両運転台かつ車体両側に扉が設置されており、5501や無音電車についても同様の車体を有している。

### 運転台

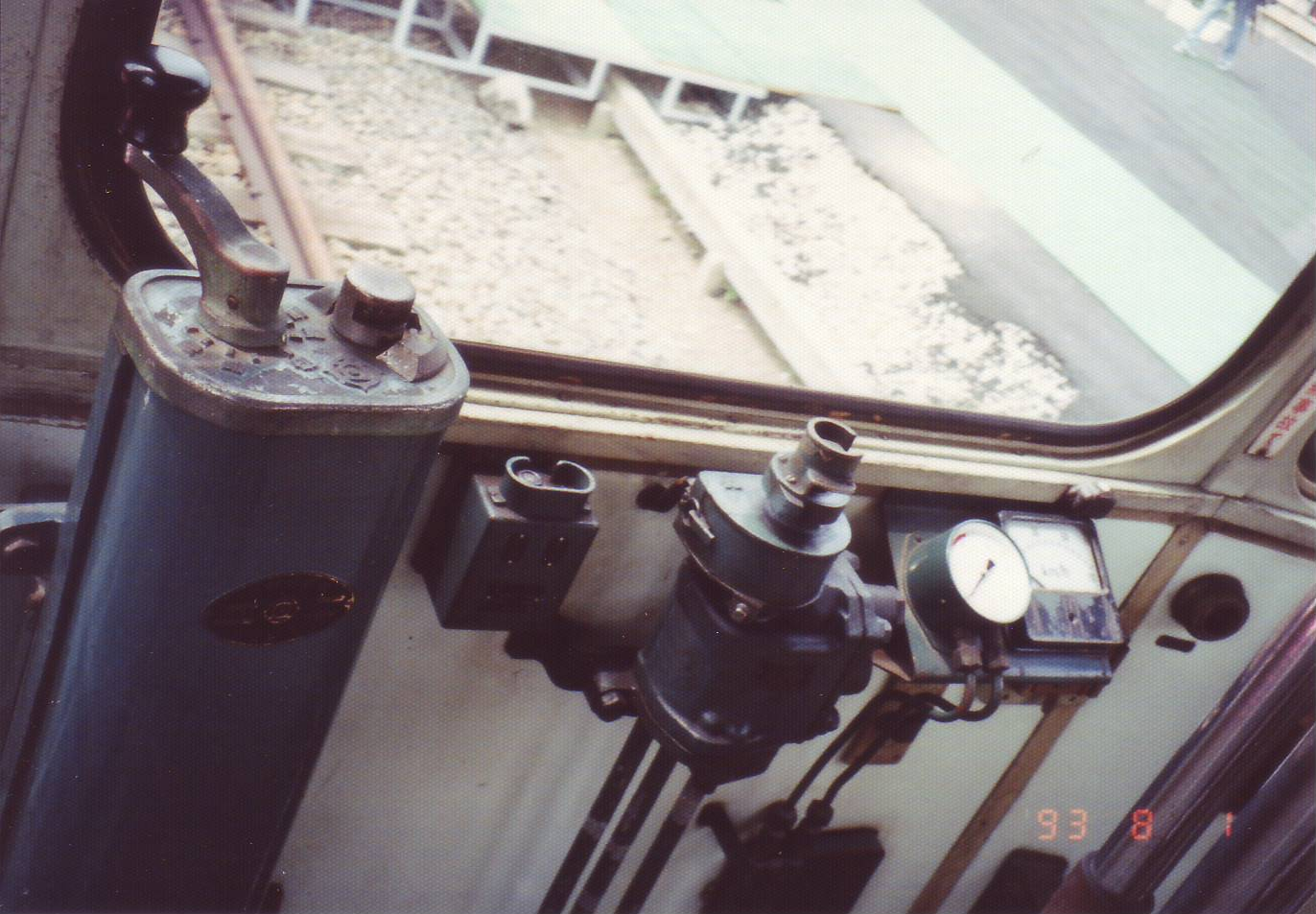
大阪市電3001形の運転台

北アメリカを始め世界各国に導入された純正PCCカーは速度制御に運転台下部に設置された足踏みペダルを使用しており、5501も製造当初はこの方式を導入していた。だが、主幹制御器を導入していた他車と運転方式が異なる事が乗務員からの不評を呼び、1960年にハンドルを用いる従来の方式へと改造された。それ以外の都電5500形を始めとした無音電車についても足踏みペダルは導入されていない。

### 車輪
純正PCCカーの特徴の1つが、車輪のタイヤ（外側）と輪心（内側）の間に防振ゴムを挟む事で、台車が主な発生源となっていた騒音や振動を抑える弾性車輪であった。「無音電車」と呼ばれた名古屋市電、大阪市電の車両を始め日本でも多数の採用例があった一方、西日本鉄道（福岡市内線）のように従来の鉄製鋳造車輪を用いた車両も少なからず存在した。

### 駆動方式
従来の路面電車車両で用いられていた駆動方式である吊り掛け駆動方式は、構造が簡素である反面、台車の重量増加や騒音、振動の多発などの問題を抱えていた。そこで純正PCCカーは、台車枠に電動機を車軸と直角方向に固定し、自在継手やハイポイドギアを介して動力を伝達する直角カルダン駆動方式を導入した。和製PCCカーにおいても、ハイポイドギアの代わりにまがりばかさ歯車を用いるなどPCCカーの技術とは異なる形で直角カルダン駆動を導入した事例が多く、他にも電動機を車軸と平行に配置した中空軸平行カルダン駆動方式やWN駆動方式などを用いた車両も存在した。一方、次項で述べる間接制御方式を導入しながらも駆動方式は従来の吊り掛け駆動方式という車両（横浜市電など）が「和製PCCカー」もしくは「PCCカー」と呼ばれる場合もあった他、神戸市電や土佐電気鉄道ではカルダン駆動方式で登場した車両が後年吊り掛け駆動に改造されている。

### 制御器・制御方式
日本の路面電車は誕生時から長期に渡って電動機へ流れる電流を運転台に設置された制御器を用いて直接操作する「直接制御方式」と呼ばれる方法が用いられていた。この方式は構造が簡素で応答性に優れている反面、起動時や非常ブレーキ（発電ブレーキ等）を使用する際に車輪の滑動やフラッシュオーバーが生じる可能性があった他、架線の高い電圧がそのまま運転台を通る危険性もあった。そこで、純正PCCカーや無音電車（和製PCCカー）には運転台に速度制御用の回線が設置され、架線よりも低い電圧が流れる「間接制御方式」が採用され、その中でも電流値を検知して自動的にノッチを進ませる間接自動制御が多く用いられた。これにより、従来の路面電車と比べスムーズな加減速が実現した。
だが、当時の間接制御方式は直接制御方式と比べて応答性が劣っており、非常時の急激な加減速には難があった。更に、道路環境の悪化により間接自動制御が持つ高加減速の利点が活かされなくなった事から、後年に直接制御方式へ改造された事例も存在した。また、間接自動制御についても純正PCCカーが用いたドラム式多段制御ではなく、地下鉄や郊外電車を始めとする高速車両を由来とするカム軸式多段制御方式が用いられた。

### 制動装置

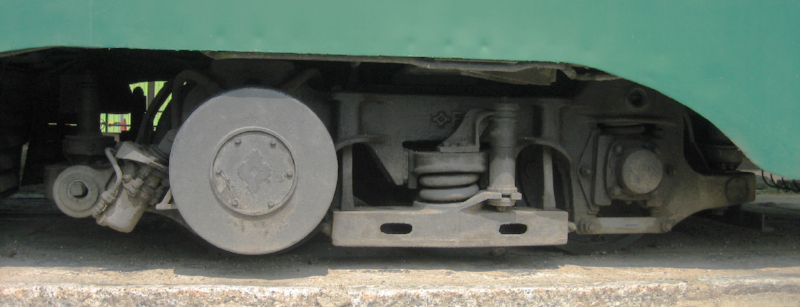
ドラムブレーキが設置された名古屋市電1800形の台車

純正PCCカーでは、騒音の抑制やブレーキシューの不使用などの利点を持つ電気ブレーキや停車直前に使用するドラムブレーキ、非常用の電磁吸着ブレーキが制動装置として用いられた。無音電車と呼ばれた車両の中では名古屋市電の車両にドラムブレーキが用いられた他、大阪市電の車両は住友金属工業製の電磁吸着ブレーキを搭載した台車が導入されたが、多くの都市の車両では応答性に長けた直通空気ブレーキや非常用の発電ブレーキという旧来の制動装置が維持された。

## 運用

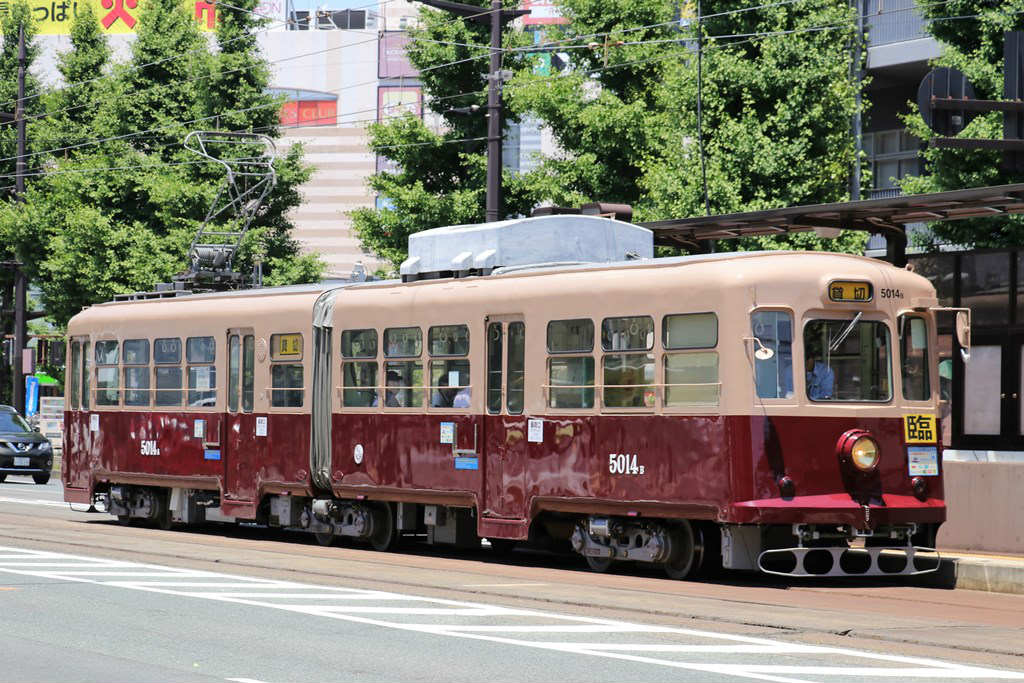
熊本市交通局5000形（5014）
2017年に営業運転に復帰し2025年まで使用された

「和製PCCカー」もしくは「無音電車」と呼ばれる車両のさきがけとなったのは、1951年に登場した横浜市電1500形であった。駆動方式は吊り掛け駆動方式、軸受もローラーベアリングではなく潤滑油の注油を要する平軸受で、メーカーの設計では盛り込まれていた弾性車輪の採用は見送られ通常の鉄車輪を装備と、信頼性の高い保守的な技術が残存しているが、床と天井以外は全金属の近代的な車体、発電制動を常用する間接自動制御、主電動機を4個装備した全軸駆動、防振ゴムを多用した防音防振台車を採用など新技術をふんだんに盛り込んで低騒音低振動の快適な乗り心地と高加減速度を実現した。カルダン駆動方式や弾性車輪を採用した無音電車の製造が始まったのは、日本の技術を用いて試作された都電5500形（5502）や大阪市電3000形が登場した1953年頃からで、以降日本各地の路面電車事業者向けに新機軸の技術を採用した電車が多数製造された。その中でも特に多くの車両が導入されたのが名古屋市電と大阪市電であった。名古屋市電における「無音電車」の導入は、吊り掛け駆動方式ながらもPCCカーに近い構造の制動装置や弾性車輪を用いた1800形から始まり、一部にPCCカーと同様の輸入部品を用いた1900形、その改良型となる2000形と続き、その静音性は市民から「忍び足の電車」と称され、あまりにも静か過ぎるため「警笛を大きくせよ」と言う批判があるほどだった。大阪市電についても3000形による試験を経て、台車や内装に改良が実施された量産車である3001形が設計され、50両もの大量導入が行われた。
だが、一方で神戸市交通局（神戸市電）では故障の頻発や従来車との操作性の違いによる乗務員からの不評から、カルダン駆動方式・間接自動制御方式で登場した1150形が従来車と同様の吊り掛け駆動方式・直接制御方式に改造される事態となった。土佐電気鉄道においても、創業50周年を記念した特別車両として和製PCCカーの500形が1両だけ導入されたが、他車と異なる仕様となった結果、こちらも後年に吊り掛け駆動方式に変更された。更に東京都交通局でも5500形の量産車（5503 - 5507）以降の電車は一部を除いて旧来の吊り掛け駆動方式・直接制御方式が継続して採用される事となった。
やがて、モータリーゼーションの進行により日本の路面電車は急速に規模を縮小していき、無音電車が多数導入された大阪市電（1969年）や名古屋市電（1974年）は全ての路線が廃止された。電車自体の新造数も大幅に減少し、「軽快電車」の開発プロジェクトが1978年に立ち上げられるまで、日本の路面電車技術は長期に渡る停滞期を迎える事となった。
PCCカーに触発された高性能路面電車車両についても各地の路線縮小に伴い次々に運用を離脱し、大半の車両が廃車・解体されていったが、鹿児島市交通局（鹿児島市電）（←大阪市電3001形）、熊本市交通局（熊本市電）（←西日本鉄道福岡市内線1001形）など、他の路面電車事業者の輸送力増強用として譲渡される事例が複数存在し、中でも後者（5000形）については2025年まで営業運転に用いられた。また、阪堺電気軌道（旧：南海電気鉄道）501形についても、1957年の導入以降中空軸平行カルダン駆動・間接自動制御方式という製造当初の機構を保ったまま2025年時点で全車両が引き続き使用されている。

## 導入都市一覧
日本に導入された路面電車用車両のうち、「和製PCCカー」や「無音電車」と呼ばれた車両およびその導入事業者は以下の通りである。図表のうち「事業者」欄に記された鉄道事業者名は導入時のものを記す。
| 和製PCCカー/無音電車 導入都市一覧 | 和製PCCカー/無音電車 導入都市一覧 | 和製PCCカー/無音電車 導入都市一覧 | 和製PCCカー/無音電車 導入都市一覧 | 和製PCCカー/無音電車 導入都市一覧 | 和製PCCカー/無音電車 導入都市一覧 | 和製PCCカー/無音電車 導入都市一覧 | 和製PCCカー/無音電車 導入都市一覧                                                    |
| 都市・事業者                      | 形式                              | 登場年                            | 機器(登場時)                      | 機器(登場時)                      | 機器(登場時)                      | 機器(登場時)                      | 備考                                                                                 |
| 都市・事業者                      | 形式                              | 登場年                            | 車輪                              | 駆動方式                          | 制御方式                          | 制動装置                          | 備考                                                                                 |
| --------------------------------- | --------------------------------- | --------------------------------- | --------------------------------- | --------------------------------- | --------------------------------- | --------------------------------- | ------------------------------------------------------------------------------------ |
| 東京 （東京都交通局）             | 5500形 (5501)                     | 1954                              | 弾性車輪                          | 直角カルダン                      | 間接自動 (ドラム式)               | 電気 電磁吸着                     | TRCとのライセンス契約で製造された純正PCCカー                                         |
| 東京 （東京都交通局）             | 5500形 （5502~5507）              | 1953・1955                        | 弾性車輪                          | WN                                | 間接自動                          | 電気 空気                         |                                                                                      |
| 東京 （東京都交通局）             | 6500形                            | 1954                              | 弾性車輪                          | WN                                | 間接自動                          | 電空併用                          | [ 37 ]                                                                               |
| 東京 （東京都交通局）             | 7000形 (7020)                     | 1955                              | 弾性車輪                          | 直角カルダン                      | 間接自動                          | 電空併用                          | 他の車両は吊り掛け駆動、直接制御(7001-7019,7021-7030)および間接非自動制御(7031-)     |
| 東京 （東京急行電鉄）             | デハ200形                         | 1955                              | 鉄車輪                            | 中空軸平行カルダン                | 間接自動                          | 電空併用                          |                                                                                      |
| 横浜 （横浜市交通局）             | 1500型                            | 1951                              | 鉄車輪                            | 吊り掛け                          | 間接自動                          | 電気 空気                         | 1967年以降制御装置を直接制御方式に変更                                               |
| 名古屋 （名古屋市交通局）         | 1800形                            | 1953                              | 弾性車輪                          | 吊り掛け                          | 間接自動                          | 電気 空気                         | [ 36 ]                                                                               |
| 名古屋 （名古屋市交通局）         | 1900形                            | 1953                              | 弾性車輪                          | 直角カルダン                      | 間接自動                          | 電気 空気                         | 1901は歯車比が異なる 1902 - 1921は輸入した歯車にハイポイド・ギアを使用               |
| 名古屋 （名古屋市交通局）         | 2000形                            | 1956                              | 弾性車輪                          | 直角カルダン                      | 間接自動                          | 電気 空気                         |                                                                                      |
| 大阪 （大阪市交通局）             | 3000形                            | 1953                              | 弾性車輪                          | 直角カルダン                      | 間接自動                          | 電気 空気 電磁吸着                | [ 35 ]                                                                               |
| 大阪 （大阪市交通局）             | 3001形                            | 1956                              | 弾性車輪                          | 直角カルダン                      | 間接自動                          | 電気 空気 電磁吸着                | 廃車後は一部車両が鹿児島市交通局へ譲渡                                               |
| 大阪・堺 （南海電気鉄道）         | 501形                             | 1957                              | 鉄車輪                            | 中空軸平行カルダン                | 間接自動                          | 電空併用                          | 後年に電気ブレーキは撤去                                                             |
| 神戸 （神戸市交通局）             | 1150形 (1151・1152)               | 1955                              | 弾性車輪                          | 直角カルダン（1151） WN（1152）   | 間接自動                          | 電空併用                          | 1964-68年に駆動方式を吊り掛け駆動に、制御方式を直接制御に変更 廃車後は広島電鉄へ譲渡 |
| 神戸 （神戸市交通局）             | 1150形 (1153-1156)                | 1956                              | 弾性車輪                          | 直角カルダン                      | 間接自動                          | 電空併用                          | 1964-68年に駆動方式を吊り掛け駆動に、制御方式を直接制御に変更 廃車後は広島電鉄へ譲渡 |
| 高知 （土佐電気鉄道）             | 500形                             | 1954                              | 弾性車輪                          | 直角カルダン                      | 間接自動                          | 電空併用                          | 1965年に吊り掛け駆動方式へ変更                                                       |
| 福岡 （西日本鉄道福岡市内線）     | 1001形 1101形                     | 1954                              | 鉄車輪                            | 中空軸平行カルダン                | 間接自動                          | 電気 空気                         | 廃車後は一部車両が熊本市交通局、筑豊電気鉄道、広島電鉄へ譲渡                         |

## ギャラリー

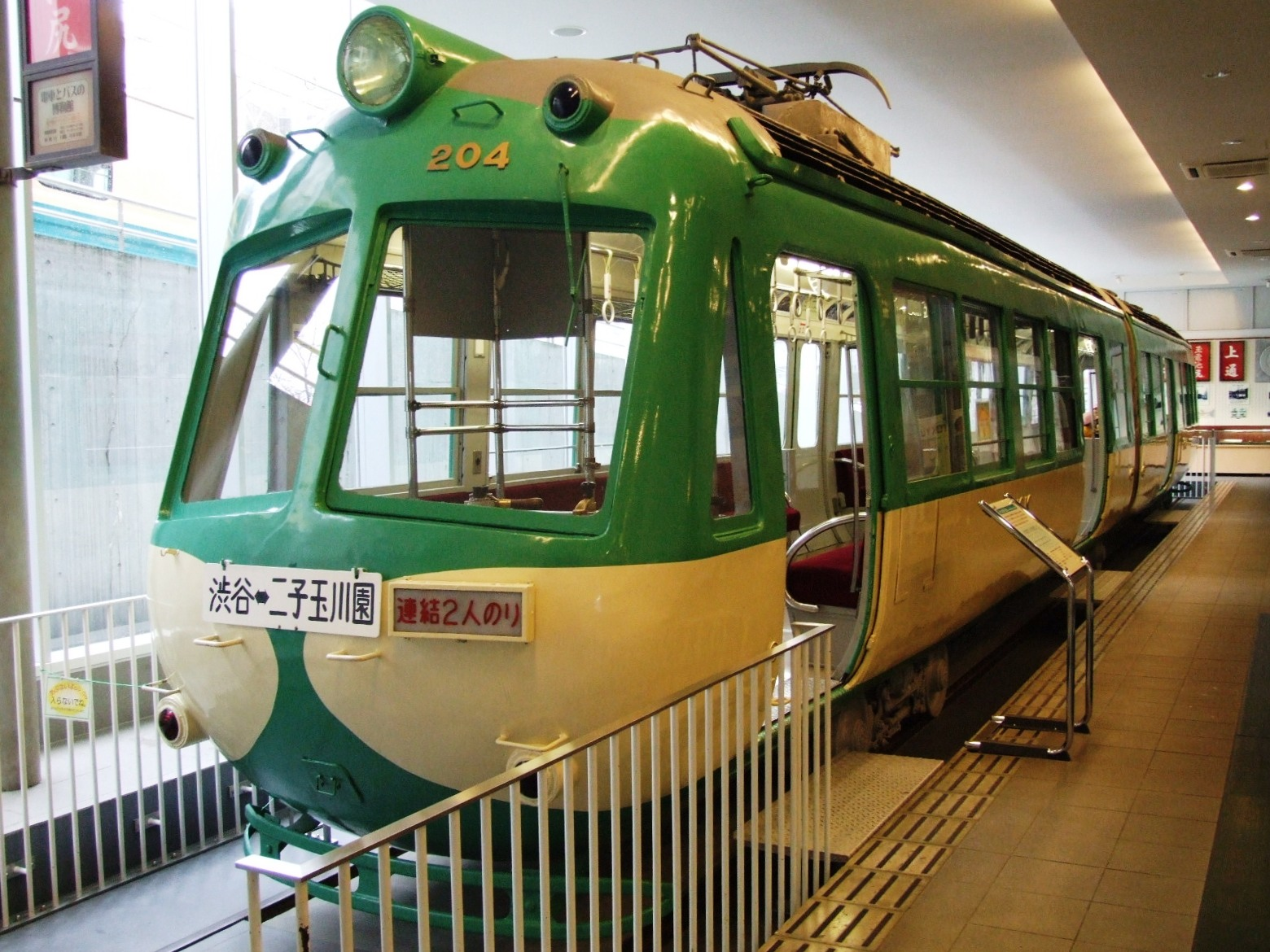
東京急行電鉄デハ200形
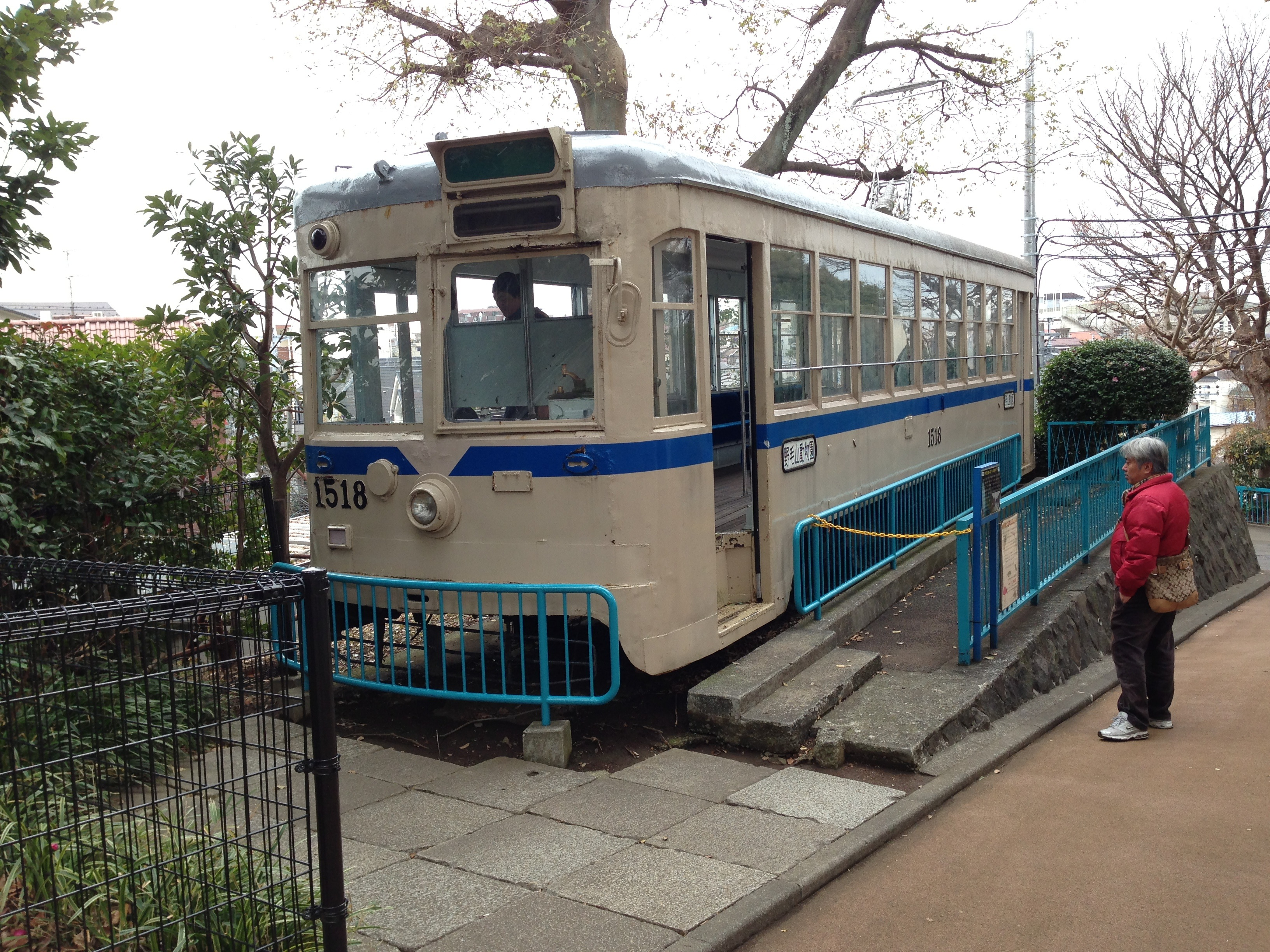
横浜市交通局1500型
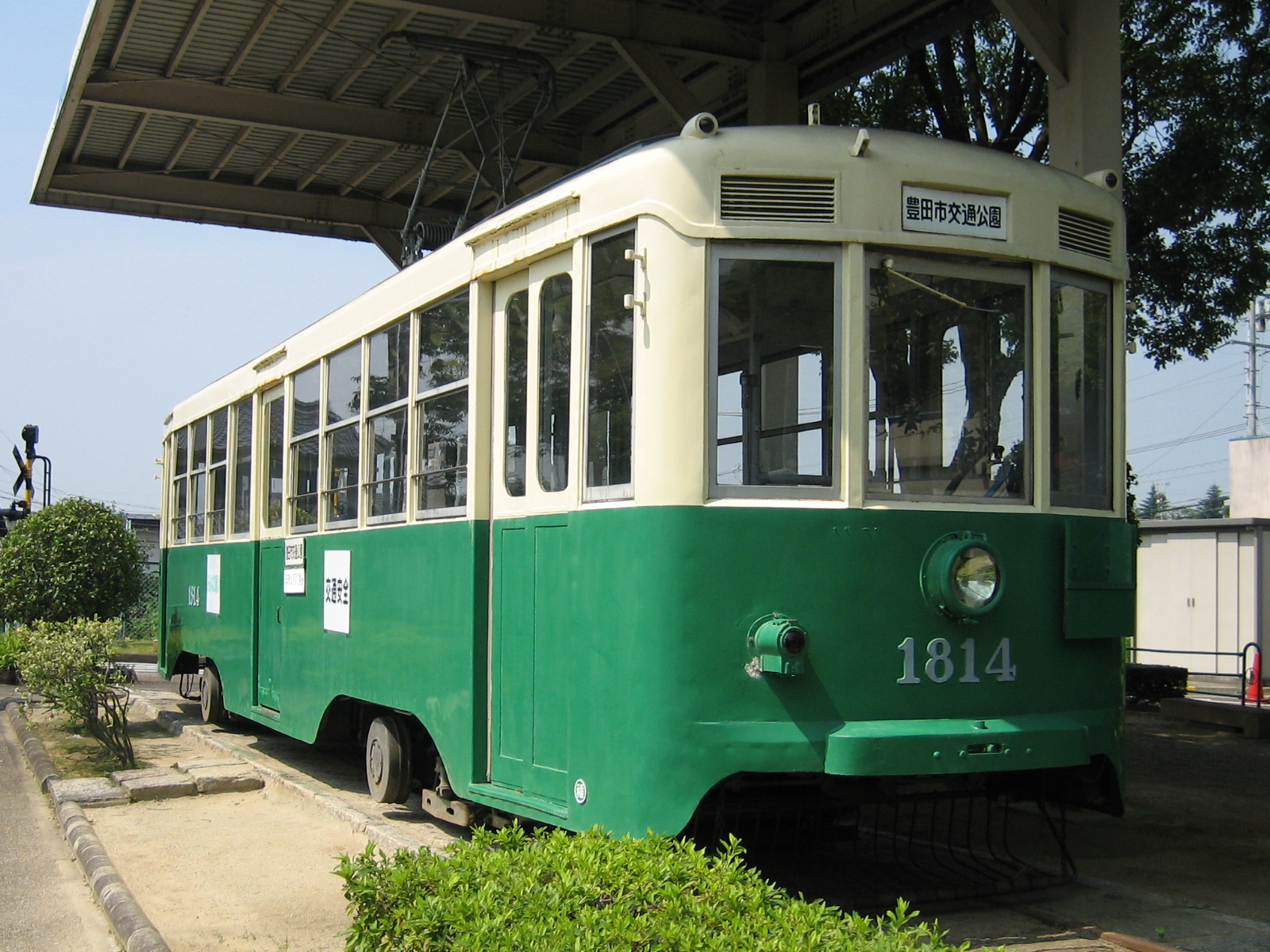
名古屋市交通局1800形
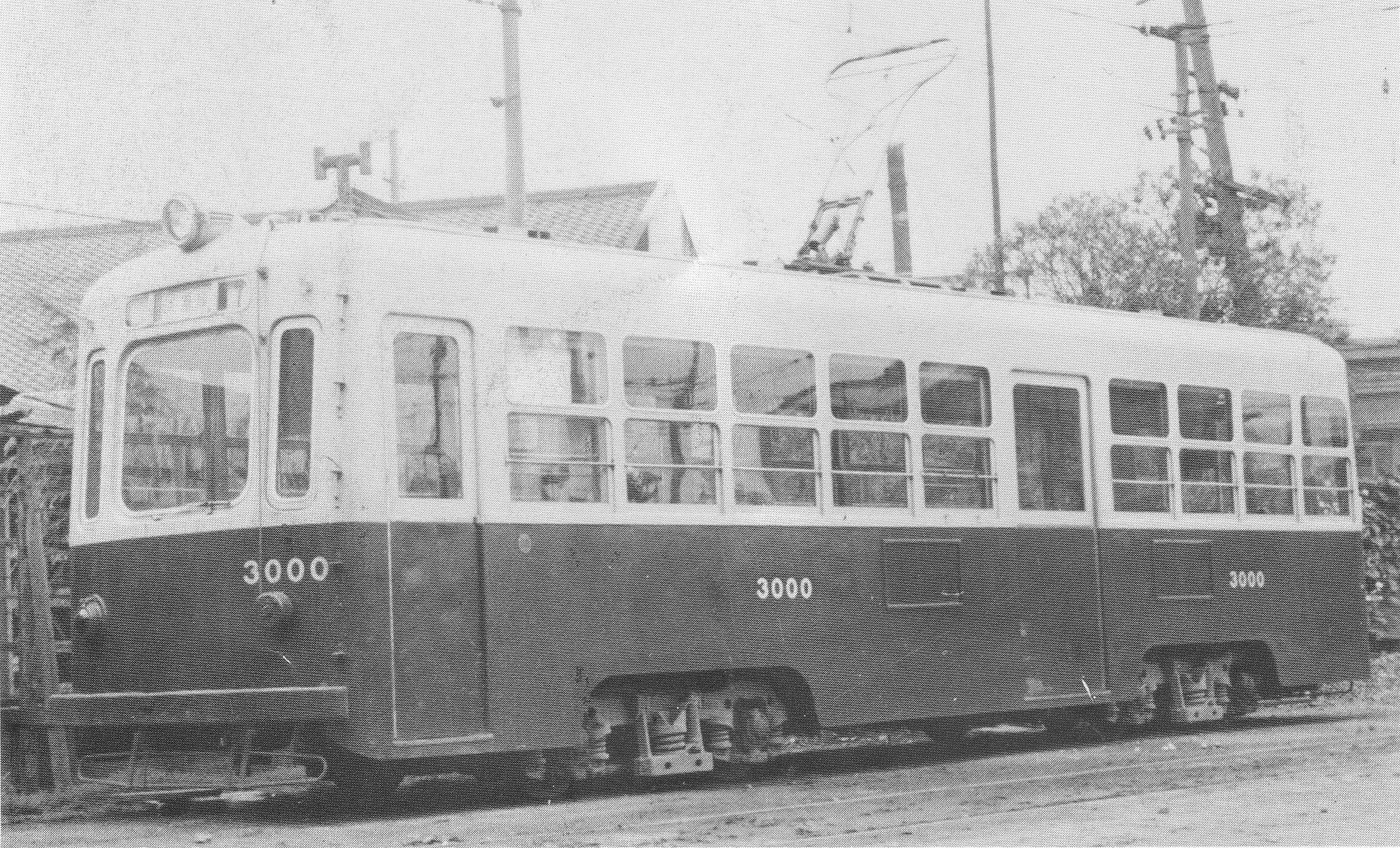
大阪市交通局3000形
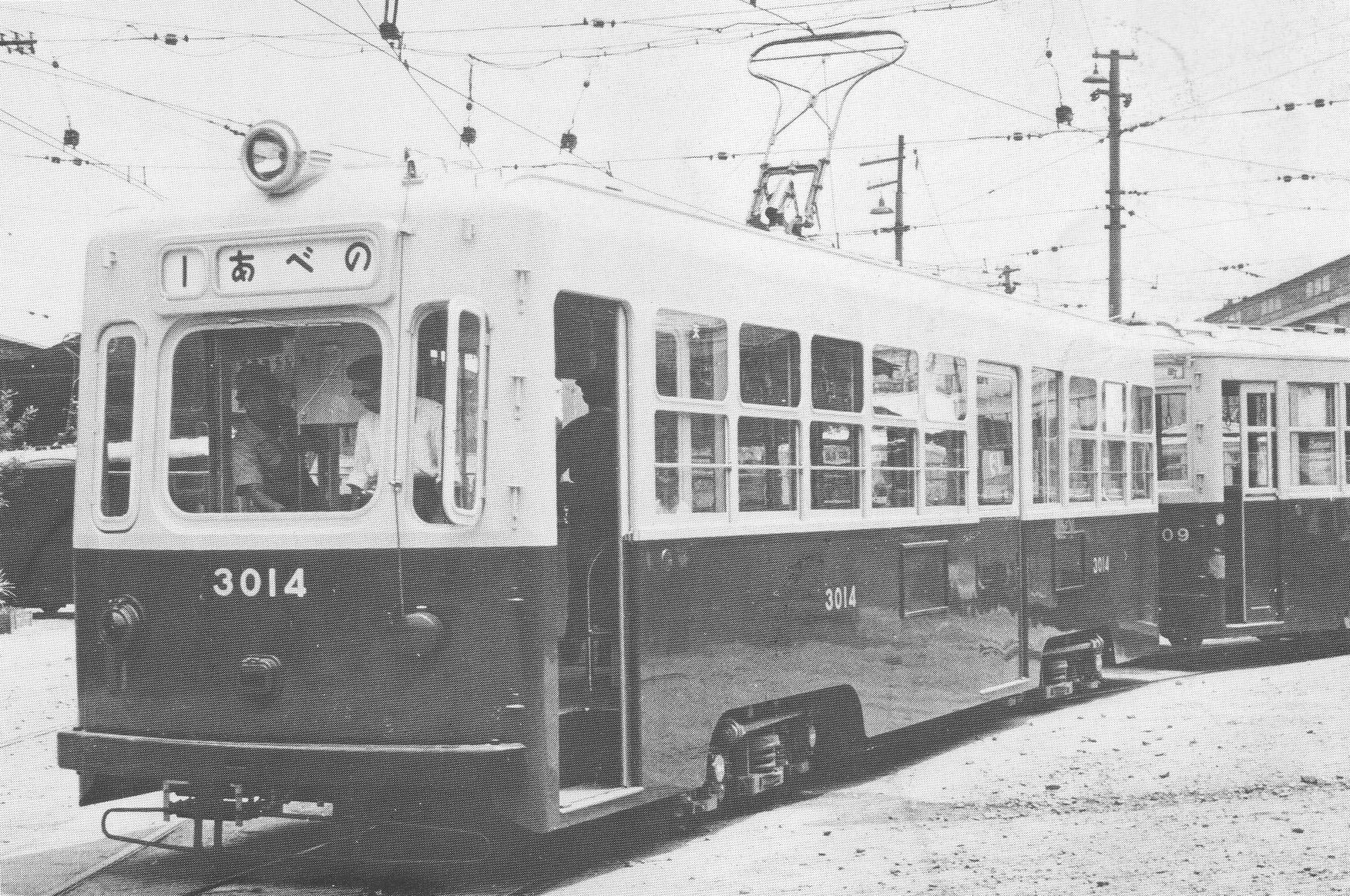
大阪市交通局3001形
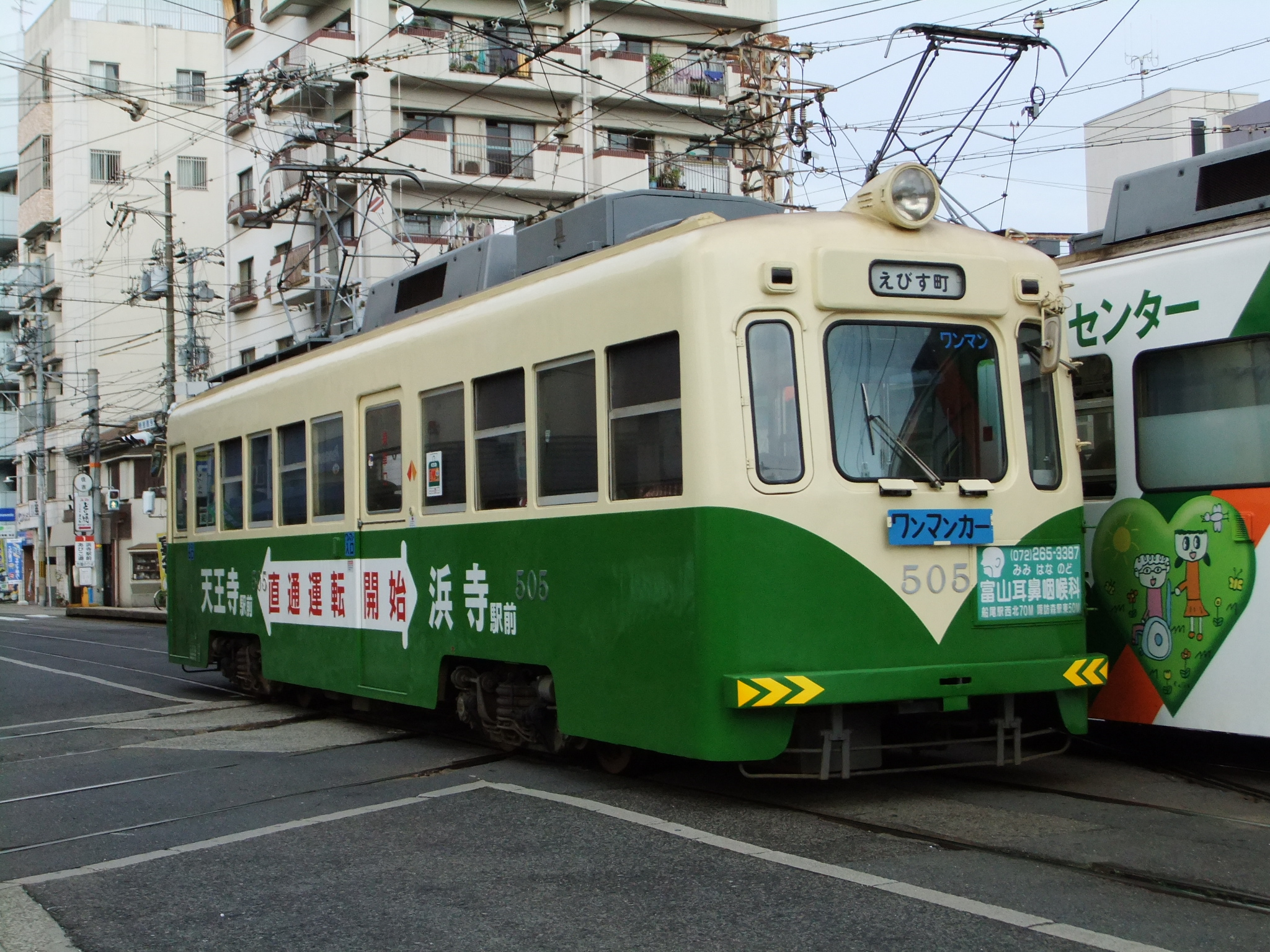
阪堺電気軌道（旧：南海電気鉄道）501形
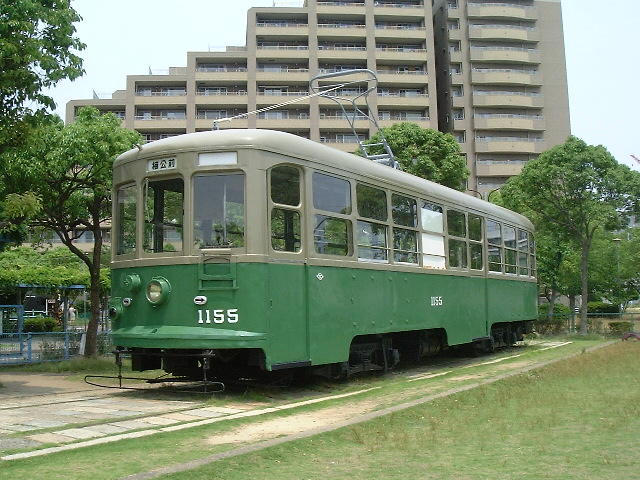
神戸市交通局1150形
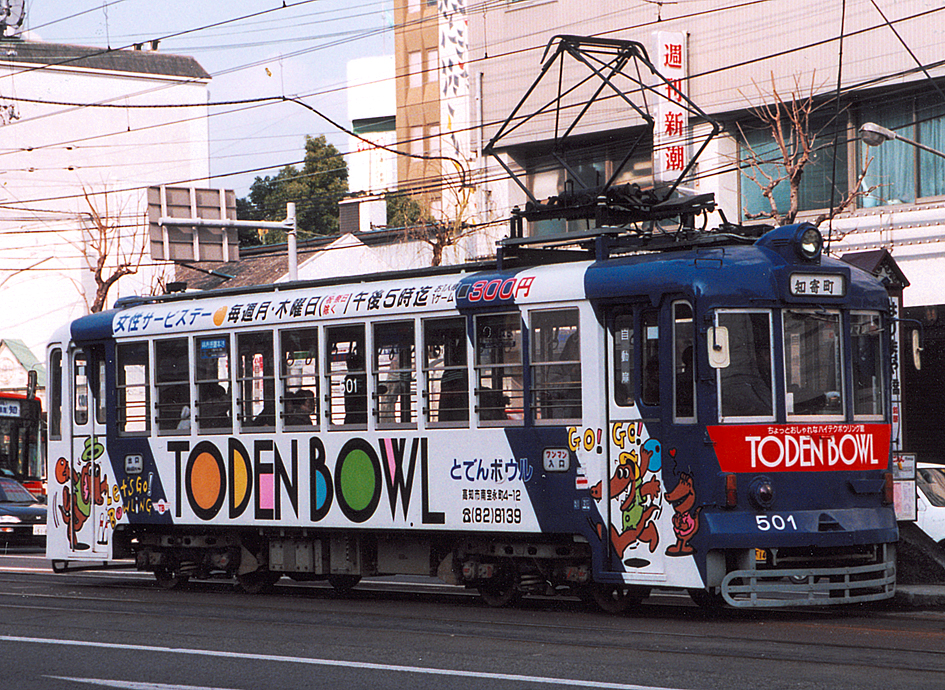
土佐電気鉄道500形
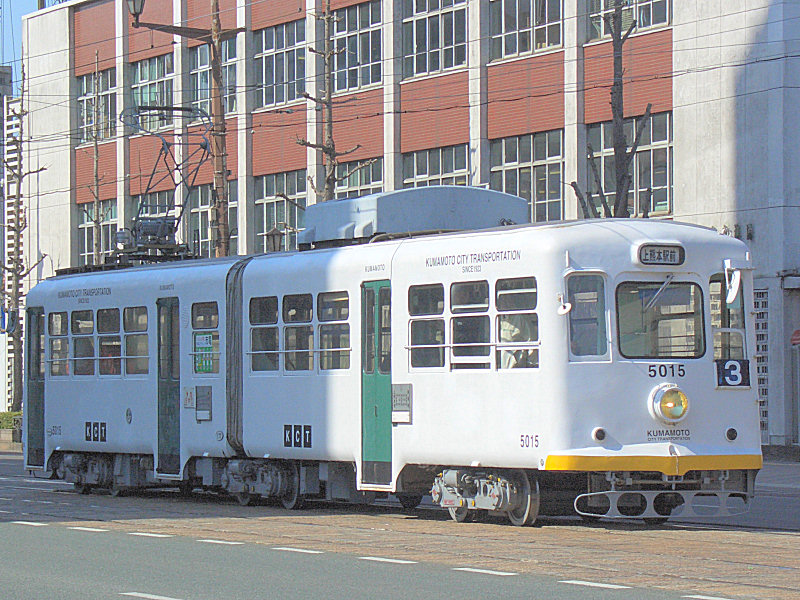
西日本鉄道1001形 （熊本市交通局譲渡後、2007年時）

## 関連形式
- 日本の関連車両
  - 函館市電710形、広島電鉄550形（551）、西日本鉄道1000形（1000形、1201形、1301形） - 速度制御に間接自動制御方式が導入されたその他の事例[45][46]。
  - 仙台市電モハ200形、モハ400形（405 - 410） - 1954年から1957年にかけて製造。騒音や振動を抑制するため、弾性車輪やカルダン駆動方式を取り入れた一方、速度制御は旧来の直接制御方式であった[1][47]。
  - 名古屋市電800形 - 1956年製造。車体中央下部に1基搭載した電動機からカルダンジョイントが付属したプロペラ軸を伸ばし運転台側の車軸に動力を伝える乗り越しカルダン駆動方式を用いた[48]。
  - 呉市電800形 - 1955年製造。従来の車両から騒音・振動を抑えた構造から「PCC形」「無騒音電車」と呼ばれた[49]。
  - 名古屋市営地下鉄100形 - 1957年製造。設計には無音電車こと2000形の構造が活かされた[50]。
  - 京阪電気鉄道1800系（初代） - 日本でも最初期の高性能電車。PCCカーとは機器の設計が異なるが、その高い性能から導入当初は「無音電車」「PCCカー」とも呼ばれた[36][51]。
- 日本国外における類似例
  - ブリルライナー - PCCカーの開発から離脱したブリルが開発した高性能路面電車[52]。
  - マジックカーペット - サンフランシスコ市営鉄道が導入した電車。導入時のサンフランシスコ市の条例によりライセンス料の支払いが不可能であったため、運転席からの速度制御方式を足踏みペダルからハンドルに変更した[53]。
  - M-38（ロシア語版） - PCCカーに触発される形で開発されたソビエト連邦の路面電車車両[54]。